# Spulerina isonoma
Spulerina isonoma là một loài bướm đêm thuộc họ Gracillariidae. Nó được tìm thấy ở Ấn Độ (Bihar), Malaysia và Thái Lan.
Ấu trùng ăn Mangifera indica. They có thể mine the leaves or stems of their host plant.